# Schinostethus masatakai
Schinostethus masatakai là một loài bọ cánh cứng trong họ Psephenidae. Loài này được Lee, Yang & Jäch miêu tả khoa học đầu tiên năm 2003.